# Pseudergolis wedah
Pseudergolis wedah är en fjärilsart som beskrevs av Vincenz Kollar 1848. Pseudergolis wedah ingår i släktet Pseudergolis och familjen praktfjärilar. Inga underarter finns listade i Catalogue of Life.

## Bildgalleri

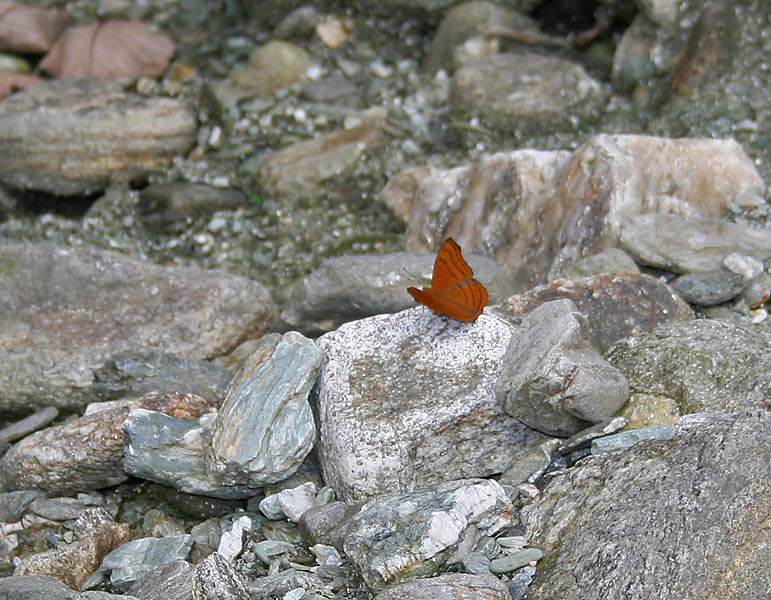